# Diponthus dispar
Diponthus dispar är en insektsart som beskrevs av Gerstaecker 1873. Diponthus dispar ingår i släktet Diponthus och familjen Romaleidae. Inga underarter finns listade i Catalogue of Life.